# Leptocaris itoi
Leptocaris itoi är en kräftdjursart som beskrevs av Kunz 1994. Leptocaris itoi ingår i släktet Leptocaris och familjen Darcythompsoniidae. Inga underarter finns listade i Catalogue of Life.